# Fürstenbrunnen (Ochsenkopf)
Koordinaten: 50° 1′ 22,2″ N, 11° 48′ 44,9″ O
Der Fürstenbrunnen ist eine gefasste Quelle bei Fichtelberg im Landkreis Bayreuth in Oberfranken.

## Lage
Es bestehen zwei nah beieinanderliegende Quellen, der Obere Fürstenbrunnen auf 940 m ü. NN (Lage) und der Untere Fürstenbrunnen auf 887 m ü. NN (Lage). Beide befinden sich nahe der Europäischen Hauptwasserscheide am Südosthang des Ochsenkopfes (1024 m), dem zweithöchsten Berg des Fichtelgebirges. Der an den Fürstenbrunnen entspringende Bach fließt über die Warme Steinach in den Roten Main. Am Fürstenbrunnen führt der blau-weiß markierte Wanderweg von Warmensteinach zum Ochsenkopfgipfel vorbei. Nicht zu verwechseln ist er mit der auch Fürstenbrunnen genannten Weißmainquelle.

## Quellfassung
Wann die erste Fassung der Quelle erfolgte, ist unbekannt. Am 20. Juli 2013 wurde eine neue Granitsteineinfassung eingeweiht. Die Initiative zur Quellfassung ging von der Ortsgruppe Oberwarmensteinach des Fichtelgebirgsvereins aus.